# Eleni Filandra
Eleni Filandra (gr. Ελενη Φιλανδρα, ur. 12 stycznia 1984) – grecka biegaczka specjalizująca się dystansem 800 m, olimpijka z Igrzysk w Londynie.

## Kariera

### Mistrzostwa europejskie
Na Igrzyskach Śródziemnomorskich w 2009 roku w Pescarze zdobyła brązowy medal w biegu na 800 metrów z czasem 2:01,13

### Igrzyska Olimpijskie
Na Igrzyskach w Londynie startowała w eliminacjach, w których zajęła 3. miejsce (czas 2:02,29) premiowane awansem do półfinału, w którym zajęła 8. miejsce, kończąc tym samym udział w imprezie.

## Źródła
- https://web.archive.org/web/20170309072232/http://www.all-athletics.com/node/127005
- https://www.olympic.org/eleni-filandra